# Triconolestes
Triconolestes — вимерлий рід пізньоюрських евтриконодонтових ссавців із формації Моррісон. Відомий лише з одного моляра, це дрібний ссавець, який зазвичай вважається амфілестидою. Однак його також порівнювали з Argentoconodon, який пов'язаний із планерними ссавцями, такими як Volaticotherium та Ichthyoconodon.